# Scott Pye

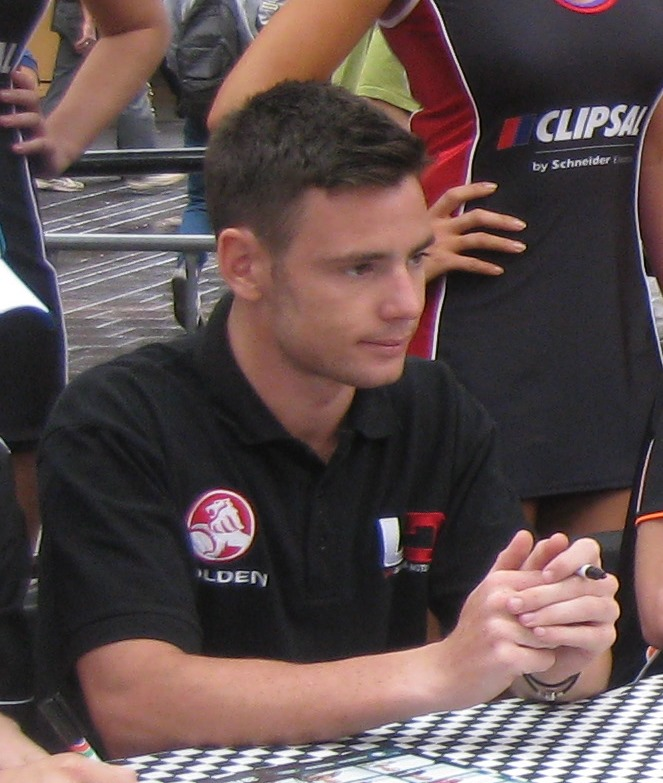
Scott Pye in 2013

Scott Robert Pye (Adelaide, 8 januari 1990) is een Australisch autocoureur.

## Carrière
Pye begon zijn autosportcarrière in het karting, waar hij tot 2006 actief bleef. In 2007 stapte hij over naar het formuleracing, waar hij in de Formule Ford reed, in het New South Wales Formula Ford-kampioenschap. Hij eindigde hier als achtste in het kampioenschap.
In 2008 stapte Pye over naar de Australische Formule Ford voor het team Borland Racing Developments/ Cams Rising Star. Hij behaalde vier podiumplaatsen en eindigde als zevende in het kampioenschap met 137 punten.
In 2009 reed Pye opnieuw in de Australische Formule Ford voor Cams Rising Star. Met twee overwinningen op de Sandown Raceway eindigde hij achter Nick Percat en Mitch Evans als derde in het kampioenschap met 270 punten.
Net als zijn landgenoot Nathan Antunes reed Pye in de winter van 2008-2009 in de Toyota Racing Series voor het team European Technique. Hij behaalde hier drie overwinningen op de Powerbuilt Raceway en de Timaru International Motor Raceway, waarmee hij achter Mitch Cunningham en Sam MacNeill als derde in het kampioenschap eindigde met 895 punten.
In 2010 stapte Pye over naar Europa om in de Britse Formule Ford te rijden voor het team Jamun Racing. Met twaalf overwinningen in 25 races won hij het kampioenschap met 581 punten. Ook eindigde hij dat jaar als tweede in het Formule Ford Festival.
Pye maakte in 2011 zijn debuut in de Formule 3, waar hij in het Britse Formule 3-kampioenschap rijdt voor het team Double R Racing. Hij eindigde het seizoen als tiende in het kampioenschap met 81 punten en één overwinning op de Rockingham Motor Speedway. Door zijn deelname aan de Britse Formule 3 reed hij ook één raceweekend in de Formule 3 International Trophy, maar hij was hierin niet puntengerechtigd.
In 2012 keerde Pye terug naar Australië om voor het team Triple Eight Race Engineering te rijden in de Dunlop V8 Supercar Series. Met twee overwinningen op de Barbagallo Raceway en het Homebush Street Circuit eindigde hij achter Scott McLaughlin als tweede in het kampioenschap met 1688 punten.
In 2013 stapte Pye over naar het International V8 Supercars Championship, waar hij naast Dean Fiore voor het team Lucas Dumbrell Motorsport rijdt.